# Evonik Industries
Evonik Industries AG er en tysk kemivirksomhed, der producerer specielle kemikalier. Den har hovedkvarter i Essen Virksomheden blev etableret i september 2007 efter en restrukturering i mine- og teknologiselskabet RAG.
Evonik Industries har ca. 37.000 ansatte og aktiviteter mere end 100 lande. Evonik er hovedsponsor for Borussia Dortmund.